# Sisicus penifusifer
Sisicus penifusifer är en spindelart som beskrevs av Bishop och Crosby 1938. Sisicus penifusifer ingår i släktet Sisicus och familjen täckvävarspindlar. Inga underarter finns listade i Catalogue of Life.